# بیلی کالندر
بیلی کالندر (انگلیسی: Billy Callender; ۵ ژانویهٔ ۱۹۰۳ – ۲۶ ژوئیهٔ ۱۹۳۲) بازیکن فوتبال اهل انگلستان بود.
از باشگاه‌هایی که در آن بازی کرده‌است می‌توان به باشگاه فوتبال کریستال پالاس اشاره کرد.
وی همچنین در تیم ملی فوتبال The Football League XI بازی کرده‌است.